# Мікролітотипи
Мікролітотипи (рос. микролитотипы, англ. microlithotypes, нім. Mikrolithotype m pl) — нашарування, які складають органічну частину гумусового вугілля і розрізняються за складом та участю мацералів групи вітриніту Vt, інертиніту J, ліптиніту L.

## Загальна характеристика
Мацерали вугілля, особливо мацерали групи екзиніту (ліптиніту), а також мікриніт і макриніт рідко зустрічаються в чистому вигляді. Частіше вони асоціюють з мацералами тієї ж групи або з мацералами двох інших груп. Такі асоціації називаються «мікролітотипами». Мікролітотипи підрозділяються на три групи: мономацеральні, бімацеральні і тримацеральні мікролітотипи, залежно від вмісту в мікролітотипі мацералів однієї, двох або трьох груп. Всі мікролітотипи на відміну від мацералів мають суфікс «-іт». Для чіткішого розмежування між різними мікролітотіпами Міжнародний комітет із петрології вугілля прийняв дві умови, а саме про мінімальну ширину смуги в мікронах і так званому «правилі 5 %». Перша умова означає, що при аналізах мікролітотип як такий може виділятися тільки в тому випадку, якщо на полірованій поверхні, утвореній перпендикулярно площині напластовування, він має ширину принаймні 50 мкм або його мінімальна поверхня становить 50х50 мкм. Правило 5 % обумовлено тим фактом, що ні мономацеральні, ні бімацеральні мікролітотипи не складаються цілком з мацералів однієї або двох мацеральних груп. Згідно з цією умовою, мономацеральний або бімацеральний мікролітотип може містити до 5 % акцесорних мацералів, або, інакше кажучи, мацералів, які нетипові для нього. Мономацеральний мікролітотип «вітрит» наприклад, повинен містити не менше 95 % вітриніту і не більше 5 % екзиніту і (або) інертиніту. В табл.  подана класифікація мікролітотипів твердого вугілля і їхній склад по мацеральних групах і по окремих мацералах (без урахування мінеральних складових).
Таблиця  – Зведені дані про мікролітотипи
| Мацеральний склад чистого вугілля, %    | Мікролітотип                                       | Склад за мацеральною групою чистого вугілля, % | Група мікролітотипу   |
| Мономацерал Со>95 Т>95 VD>95            | (Коліт) (Теліт)                                    | V>95                                           | Вітрит                |
| S>95 Cu>95 R>95 A>95 LD>95              | Спорит (Кутит) (Резит) Альгіт                      | E(L)>95                                        | Ліптит                |
| Sf>95 F>95 Sc>95 ID>95 M>95             | Семифюзит Фюзит (Склеротит) Інертодетрит (Макроїт) | І>95                                           | Інертит               |
| Бімацерал V+S>95 V+Cu>95 V+R>95 V+LD>95 | Спорокларит Кутинокларит (Резинокларит)            | V+E(L)>95                                      | Кларит V, E(L)        |
| V+M>95 V+Sf>95 V+F>95 V+S>95 V+ID>95    |                                                    | V+І>95                                         | Вітринертит V, І      |
| І+S>95 І+Cu>95 І+R>95 І+LD>95           | Спородурит (Кутинодурит) (Резинодурит)             | І+E(L)>95                                      | Дюрит І, Е(L)         |
| Тримацерал V, І,E>95                    | Дурокларит Вітринітоліптит Клародурит              | V>І, E(L) E>І, VI>V, E(L)                      | Тримацерит V, І, E(L) |

## Історія терміна
Термін введений К. А. Сейлером в 1954 р. для позначення типових асоціацій мацералів і асоціацій мацералів з мінералами, виявлених при мікроскопії гумусового вугілля. Мікролітотип може бути аґломерацією одного мацерала або природних мікроскопічних асоціацій мацералів однієї або більше груп з (або) без випадкової (побічної) мінеральної речовини. Між літотипами і мікролітотипами ясного взаємозв'язку не існує. Наприклад, літотип дюрен тьмяного вигляду може складатися не тільки з клариту, багатого ліптинітом, тримацериту і дюриту, але і з вітриту, сильно забрудненого мінеральною речовиною.
Походження слова: mikros (грецьк.) — маленький, lithos (грецьк.) — камінь, typos (грецьк.) — тип. Син.: макротип (Г. Х. Кейді, 1942 р.), частково стрейфенарт (streifenart), частково підтип, тип вугілля (ТВМ).

## Класифікація
Номенклатурна комісія Міжнародного комітету з петрології вугілля встановила мінімальну оцінювану товщину (потужність) мікролітотипів в 50 мкм, а також саму назву згідно з відомою системою Стопс-Геерлен (система SH) та закінчення в назвах «іт»(«ит»). Мікролітотипи класифікують за числом груп мацералів на одномацерали (мономацерали) — вітрит, інертит, та ліптит; двомацерали (бімацерали) — кларит(іт) Vt+L, дюрит J+L, вітринертит Vt+J та тримацерали Vt,+J+L. В складі одномацералів допускається присутність інших у кількостях до 5 % об'ємних. Для складних М. участь окремих груп мацералів повинна бути більшою 5 % об'ємних. При переважанні одного з мацералів після назви мікролітотипу пишуть індекс цього мацералу, наприклад, кларит L, дюрит J.
Інша вітчизняна схема класифікації (Донецьк, М. М. Ліфшиць, 1959) побудована більш деталізовано і за іншим принципом — за співвідношенням всіх трьох груп мацералів незалежно від їх участі. В умовних межах вмісту мацералів, за вітринітом визначається назва мікролітотипів, які відповідають назвам літотипів. За сучасною номенклатурою: ультракларит, кларит, дюрокларит, клародюрит, дюрит та ультрадюрит. За вмістом ліптиніту та інертиніту М. відносять до ліптинітових, змішаних та інертинітових; відповідно після назви М. пишуть індекс мацерала, наприклад, кларит L.

## Характеристика
Мікролітотипи з тісно зв'язаними вкрапленнями глинистої речовини, оксидів кремнію, карбонатів або сумішей мінералів при їх вмісті 20-60 % об'ємних, а піриту 5-20 % названі відповідно — карбаргіліт, карбосиліцит, карбанкерит, карбомінерит, карбопірит (ISO. 7404-1-84).
Мікролітотипи мають пластовидну лінзоподібну форму, розмір від мікроскопічного до значного, площа розповсюдження варіює в широких межах. При потужності шарів від декількох см до 1 м та більше вони представляють своєрідні типи вугілля викопного з рівномірним розподілом мацералів (це є характерною особливістю М.) і, відповідно, однорідною структурою, наприклад, клареновий кутинітовий, ультрадюреновий типи та ін. Згідно зі складом мацералів М. розрізняють за хімічними, фізичними та технологічними властивостями, наприклад, за густиною, міцністю, тріщинуватістю. При руйнуванні та подрібненні вугілля його дезінтеграція відбувається по площинах дотику мікролітотипів і карбомінеритів. Це приводить до того, що частинки подрібненого вугілля крупністю менше 3 мм представлені різними мікролітотипами і карбомінеритами. Ця відома особливість гумусового вугілля справляє суттєвий вплив на їх збагачення. Різна міцність мікролітотипів проявляється в ґрануломеричному складі, а також впливає на характер пилоутворення, сорбційну здатність, окиснення, самозаймання та спікливі властивості вугілля. Склад, розмір і розподіл М. є характеристикою мікроструктури (і структури) вугілля, одною з ознак типу вугілля і кореляції вугільних пластів.